# Dolina Kinaret
Dolina Kinaret (hebr. Emek Kinaret) – rozległa dolina będącą częścią Rowu Jordanu, położona w północnej części Izraela.

## Geografia
Dolina Kinaret jest częścią Rowu Jordanu, i rozciąga się wokół rzeki Jordan na południe od jeziora Tyberiadzkiego. Wzgórza Golan wyznaczają jej wschodnią granicę. Południową granicę stanowi rzeka Jarmuk, wpadająca do Jordanu na wysokości Naharajim. Zachodnią granicę stanowią wzgórza Dolnej Galilei, a na północy jest jezioro Tyberiadzkie.
Cały obszar doliny znajduje się w depresji Rowu Jordanu na wysokości 200 m p.p.m., natomiast położone na zachodzie wzgórza wznoszą się na wysokość 50 m n.p.m. Dno doliny jest w przeważającej większości płaskie, z delikatną tendencją spadkową ku południowi. Krajobraz urozmaica kilkadziesiąt niewielkich pagórków. Najważniejszych ciekiem wodnym płynącym przez dolinę jest rzeka Jordan, oraz jej dopływ Jarkon.
W dolinie znajdują się kibuce Tel Kacir, Ma’agan, Sza’ar ha-Golan, Massada, Aszdot Ja’akow Me’uchad, Aszdot Ja’akow Ichud, Afikim, Bet Zera, Deganja Alef, Deganja Bet i Kewucat Kinneret, moszaw Kinneret, oraz wioska Menachemja.

## Historia
Dolina jest zamieszkała nieprzerwanie od czasów starożytnych. Podczas panowanie Imperium Osmańskiego, populacja doliny znacznie się zmniejszyła i duża część pól uprawnych przekształciła się tereny podmokłe lub bagna. Od 1909 rozpoczął się proces żydowskiego osadnictwa w dolinie.
Przyjęta 29 listopada 1947 Rezolucja Zgromadzenia Ogólnego ONZ nr 181 przewidywała, że dolina Kinaret będzie częścią państwa żydowskiego. Na samym początku wojny o niepodległość wojska arabskie podjęły nieudaną próbę zajęcia doliny.

## Komunikacja
Przez dolinę przechodzi ważna arteria komunikacyjna, biegnąca z północy na południe droga nr 90. Odchodzą od niej w kierunku Wzgórz Golan drogi nr 92 i nr 98.